# 菅大輝 (俳優)
菅 大輝（すが だいき、1994年8月6日 - ）は、日本の元子役・元俳優。ファイブ☆エイトに所属していた。弟は菅光輝、その下の弟は菅龍生。伯父は第99代内閣総理大臣菅義偉。現在は社会人として働いている。東京都出身。

## 出演

### テレビドラマ
- スタイル!（2000年、テレビ朝日）園児 役
- 金曜エンタテイメント 児童虐待調査官・百瀬なつきの事件ファイル（2000年2月、フジテレビ）
- 人にやさしく 第3話（2002年、フジテレビ）
- 私立探偵濱マイク 第5話（2002年7月29日、日本テレビ）
- 愛の劇場 温泉へ行こう4（2003年、TBS）博 役
- 独身3!! 第4話（2003年、テレビ朝日）田巻竣平の息子 役
- 青春の門 -筑豊篇-（2005年、TBS）
- 隠蔽捜査（2007年3月10日、テレビ朝日）小学生 役

### バラエティ番組
- ディズニータイム（2003年4月 - 2004年、テレビ東京）
- ほんとにあった怖い話（2004年 - 2005年、フジテレビ）ほん怖メンバー[1]

### 映画
- Dolls（2002年）[1]
- ぷりてぃ・ウーマン（2003年）
- トリコン!!（2008年）

### CM
- パナソニック 3CCDデジカム・パナソニックデジカム（2001年)
- 日本マクドナルド 新レギュラーメニュー（2001年）
- クリナップ ラクシーユ（2003年）
- ネスカフェ 朝のリレー（2004年）

### DVD・ビデオ
- 心霊ミステリーファイル 呪霊3 呪いのエクソシスト「呪われた子供の話（2001年）小野田直之 役
- 平井堅『Ring』（2002年）ミュージックビデオ
- NTT フレッツフォン キックオフムービー（2004年）